# II. Teti

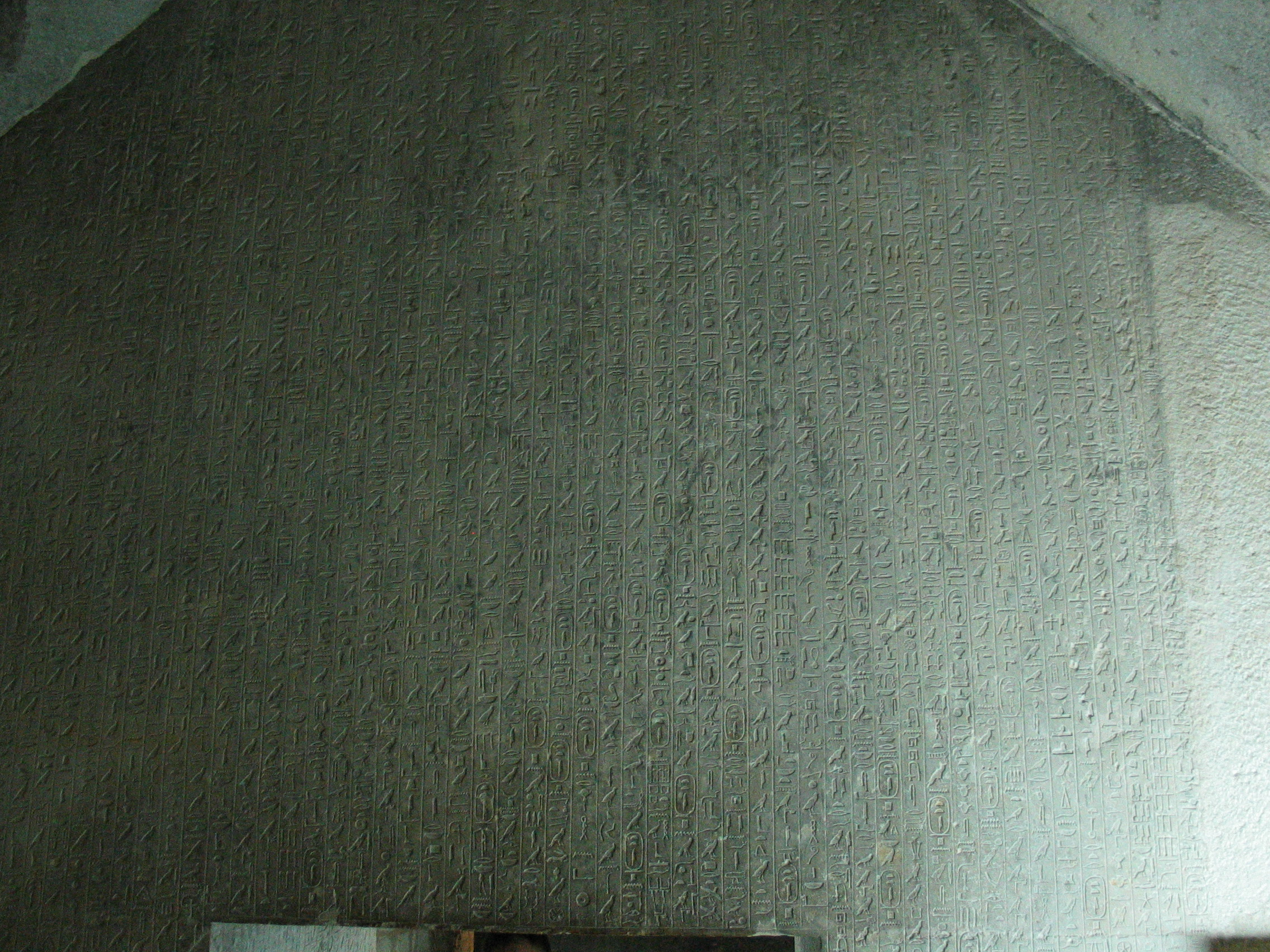
Piramisszövegek Teti szakkarai piramisából

II. Teti, görögösen Otho (ógörögül: Οθο), (ur.: kb. i. e. 2345 – i. e. 2333) az egyiptomi óbirodalom VI. dinasztiájának első fáraója. A dinasztia uralkodásának kezdetét Unisz halálához és Teti trónra lépéséhez kötik, de valójában a királyi család egyenes folytatása az előzőnek, és az örökösödéskor sem merült fel probléma. Körülbelül húsz évig uralkodhatott, bár az uralkodásának pontos hosszát rögzítő szöveg a torinói királylistán elpusztult.

## Családja
Anyja, Szesszeset [szes-szeset] nevét szokatlan helyről tudjuk: az i. e. 1550 körül íródott az egyiptomi Ebers orvosi papirusz egyik kopaszság elleni receptje nevezi meg Teti anyját. A hölgy csak a „király anyja” címet viseli, királynéi címet nem, így Teti apja valószínűleg nem volt fáraó.
Felesége, I. Iput az előző fáraó, Unisz leánya volt. Tőle született fia, a későbbi I. Pepi. Egy másik ismert felesége, aki Iputhoz hasonlóan fontos címeket viselt, Huit, akit Teti piramisa közelében temettek el, csontjai ma a kairói Egyiptomi Múzeumban vannak. Lehetséges, hogy a fáraó közvetlen utódja, a több későbbi királylistán nem említett Uszerkaré is a fia volt; az ő anyjaként egy bizonyos Hentkaueszt említenek, aki így Teti felesége lehetett.
Három leánya ismert: Inti, akit Szakkarában temettek el; Watethethór-Szesszeset, aki Mereruka vezír felesége lett, és Nebtinubhet-Szesszeset, aki Kagemni vezírhez ment feleségül. Intit és Watethethórt is a király legidősebb lányaként említik.

## Uralkodása
Legmagasabb feljegyzett uralkodási éve a 6., egy hatnubi feliraton szerepel Teti uralkodása 6. éve, nyári évszak 3. hónapjának valahányadik napja (a szöveg itt sérült). Uralma alatt a magasabb rangú tisztségviselők elkezdtek olyan sírokat és emlékműveket építeni, melyek versengtek a fáraóéval: kancellárja 32 helyiségből álló, faragásokkal gazdagon díszített masztabát építtetett. A tisztségviselők vagyonosodása egészen az Óbirodalom végéig folytatódott.
Lehetséges, hogy a trónbitorló Uszerkaré gyilkolta meg. Manethón feljegyzései szerint testőrei ölték meg egy, a háremben szőtt összeesküvés során. A szakkarai nekropoliszban temették el, piramiskomplexuma mellett tisztségviselői sírjai találhatóak.
Mellette találták meg anyja, Szesszeset piramisát, amelynek megtalálását 2008. november 11-én jelentették be. Ez a 118. piramis, amit Egyiptomban találtak.

## Név, titulatúra
A fáraók titulatúrájának magyarázatát és történetét lásd az Ötelemű titulatúra szócikkben.
| G5 |

| G5 |

| s | Htp · t · p | tA · tA |

| s | Htp · t · p | tA · tA |

| s | Htp · t · p | tA · tA |

| s | Htp · t · p | tA · tA |

| G5 |

| G5 |

| s | Htp · t · p | tA · tA |

| s | Htp · t · p | tA · tA |

| s | Htp · t · p | tA · tA |

| s | Htp · t · p | tA · tA |

| G16 |

| G16 |

| s | Htp · t · p |

| s | Htp · t · p |

| G16 |

| G16 |

| s | Htp · t · p |

| s | Htp · t · p |

| G8 |

| G8 |

| F36 |

| F36 |

| G8 |

| G8 |

| F36 |

| F36 |

| M23 | L2 |

| M23 | L2 |

|       |
| \| \| |
|       |
|       |

|  |

|       |
| \| \| |
|       |
|       |

|  |

| M23 | L2 |

| M23 | L2 |

|       |
| \| \| |
|       |
|       |

|  |

|       |
| \| \| |
|       |
|       |

|  |

| G39 | N5 | \| \| |
|     |    |       |

|  |

| G39 | N5 | \| \| |
|     |    |       |

|  |

| t · t | i |

| t · t | i |

| t · t | i |

| t · t | i |

| t · t | i |

| t · t | i |

| t · t | i |

| t · t | i |

| G39 | N5 | \| \| |
|     |    |       |

|  |

| G39 | N5 | \| \| |
|     |    |       |

|  |

| t · t | i |

| t · t | i |

| t · t | i |

| t · t | i |

| t · t | i |

| t · t | i |

| t · t | i |

| t · t | i |